# Список шведских губернаторов Сен-Бартельми
Шведские губернаторы Сен-Бартельми стали назначаться после продажи французами острова Швеции в 1784 г. Первый из них прибыл на остров в марте 1785 г.
- Райалин, Саломон Мауриц фон (швед. Salomon Maurits von Rajalin; 1757—1825) — март 1785 — март 1787
- фон Росенштайн, Пер Херман[швед.] (1763—1799) — апрель 1787 — июнь 1790
- Багге (аф Сёдербю), Карл Фредрик[швед.] (1750—1828) — июнь 1790 — ноябрь 1795
- аф Тролле, Георг Хенрик Юхан[швед.] (1763—1824) — ноябрь 1795 — январь 1801
- Анкархейм, Ханс Хенрик[швед.] (1743—1814) — январь 1801 — февраль 1812
- Стакельберг, Роберт Густав[швед.] (1784—1845) — февраль 1812 — май 1816
- Русенсверд, Юхан Самуэль[швед.] (1782—1818) — август 1816 — сентябрь 1818
- Бергхульт, Карл Фредрик[швед.], временный губернатор — сентябрь 1818 — август 1819
- Нурдерлинг, Юхан[швед.] (1760—1828) — август 1819 — 2 мая 1826
- Джеймс Харлев Хаасум[швед.] и Ларс Морсинг, управляющие — май 1826 — октябрь 1833
- Хаасум, Джеймс Харлев[швед.] (1791—1871) — октябрь 1833 — август 1858
- Ульрих, Фредрик Карл[швед.] (1808—1868) — август 1858 — август 1868
- Нетервуд, Георг Вильхельм[швед.], временный губернатор — август 1868 — декабрь 1868
- Ульрих, Брур Людвиг[швед.] (1818—1887) — декабрь 1868 — март 1878